# 中国奥林匹克委员会
中国奥林匹克委员会，简称中国奥委会，是中华人民共和国的国家奥林匹克委员会。首任主席为钟师统。
现在中国奥委会主席由国家体育总局局长高志丹兼任，中国奥委会标志为五星红旗和奥运五环标志的组合图案，商用徽记为以中国书法笔触书就的两个红色半环，并在环上点缀着跳动的五颗星星。

## 历史
1949年10月，中华人民共和国成立，文艺和体育事业分工由中国新民主主义青年团中央委员会负责。同年10月26日，在北京召开了全国体育工作者代表大会，团中央书记冯文彬当选为主任，荣高棠为副主任兼秘书长。这次大会决定成立民间体育组织“中华全国体育总会”（All-China Sports Federation，简称“ACSF”，即“全国体总”），故成立了中华全国体育总会筹备委员会。该筹委会直属团中央，由后者代行职责。1952年6月，中华全国体育总会在北京举行成立大会。此后，各地陆续建立了体总的地方分会。
在两岸围绕中国奥林匹克委员会的代表地位与参加赫尔辛基奥运会的斗争发生后，1952年11月15日，中央人民政府成立中央人民政府体育运动委员会（简称中央体委），1954年改称中华人民共和国体育运动委员会（简称“国家体委”）。中央体委成立后，团中央对全国体育工作的领导职责由体委代替，体总的机构、编制、经费被纳入体委系统，但仍保留体总这一民间体育组织的牌子。
1978年，中华人民共和国国务院批准中华全国体育总会与中国奥委会分成两个独立的社会团体法人，一个机构两块牌子。

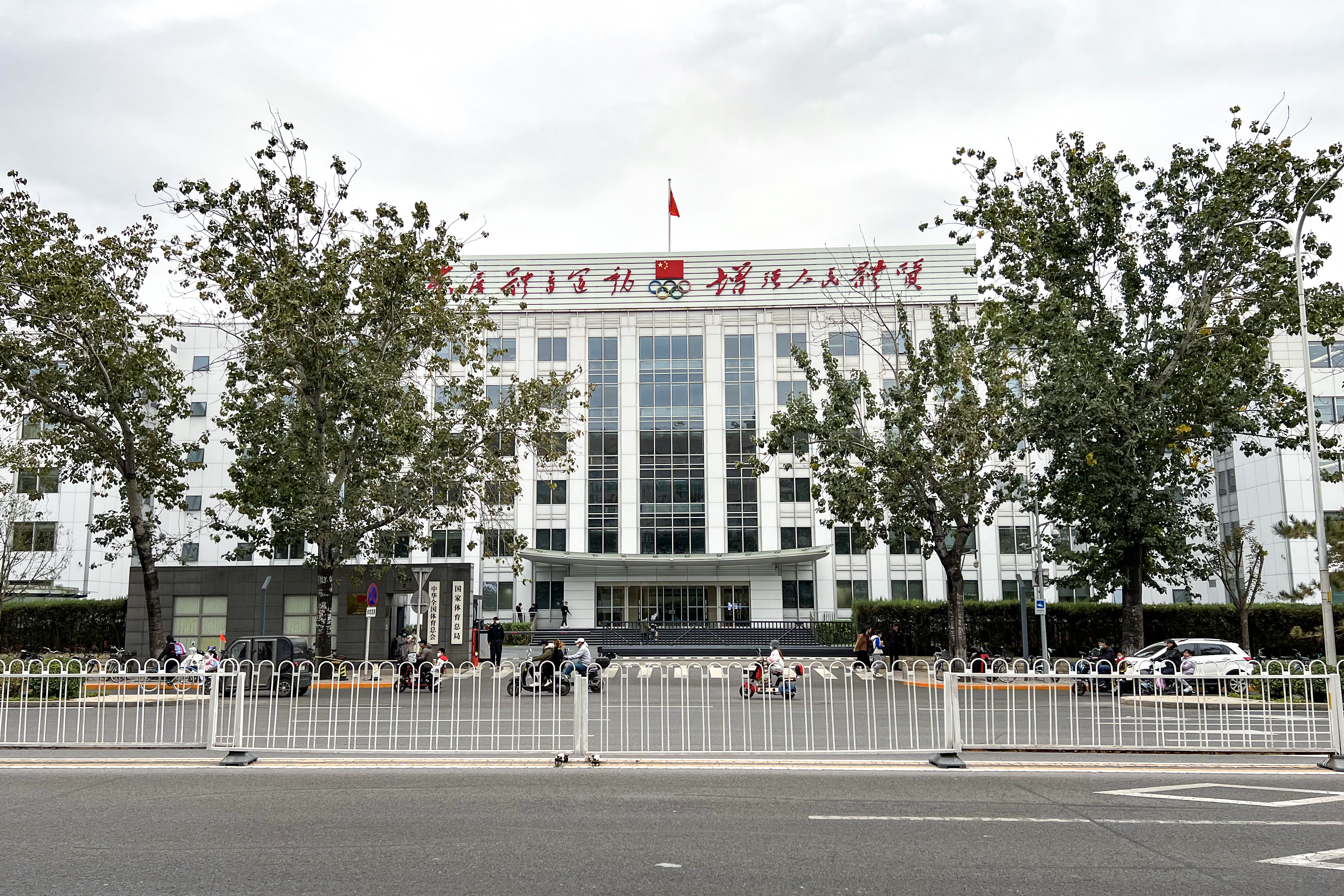
中国奥委会的牌子挂在国家体育总局

1979年10月25日名古屋决议採用通訊投票方式，以62票對17票，將蒙得维的亚決議案變更為：（一）承認中华人民共和国奧會名稱為“中國奧林匹克委員會”（Chinese Olympic Committee），使用中华人民共和国的国旗、国歌。以“中华台北奥林匹克委员会”（英語：Chinese Taipei Olympic Committee）的名称承认设在台北的奥林匹克委员会，条件是中华台北奥林匹克委员会的旗帜和歌曲都必须有别于它到目前为止所使用的旗和歌（中華民國的國旗與國歌）。
1979年11月26日，经表决，名古屋决议通过，中华人民共和国可使用“中国奥林匹克委员会”的名称。设在台北的奥委会修改旗帜及歌曲，改用“Chinese Taipei Olympic Committee”的名称继续留在国际奥委会内。事后，中国奥委会从组织上与全国体总分离。1989年，在全国体总和中国奥委会分别召开代表大会后，两个机构的工作也进行了分离。
1993年9月，北京第一次申办奥运会，未能成功。
2001年7月，北京第二次申办奥运会。7月13日，在莫斯科舉行的国际奥委会第112次全会上，北京被授予2008年第29届夏季奥林匹克运动会举办权。
2015年7月，北京第三次申办奥运会。7月31日，在吉隆坡舉行的国际奥委会第128次全会上，北京被授予2022年第24届冬季奥林匹克运动会举办权。

## 历任主席
1. 钟师统（1979年－1985年）
2. 李梦华（1986年－1988年）
3. 何振梁（1989年－1994年）
4. 伍绍祖（1995年－1999年）
5. 袁伟民（2000年－2005年）
6. 刘　鹏（2005年－2016年）
7. 苟仲文（2016年－2022年）
8. 高志丹（2022年至今）

## 现任委员名单
截至2025年5月9日。
| 姓名     | 其它兼职                                                                       | 备注                                                                                        |
| 主席     | 主席                                                                           | 主席                                                                                        |
| -------- | ------------------------------------------------------------------------------ | ------------------------------------------------------------------------------------------- |
| 高志丹   | 国家体育总局局长                                                               |                                                                                             |
| 副主席   |                                                                                |                                                                                             |
| 刘国永   | 国家体育总局副局长                                                             |                                                                                             |
| 张家胜   | 国家体育总局副局长                                                             |                                                                                             |
| 李 静    | 国家体育总局副局长                                                             |                                                                                             |
| 王瑞连   | 国家体育总局副局长                                                             |                                                                                             |
| 周进强   | 国家体育总局副局长                                                             |                                                                                             |
| 于再清   | 国际奥林匹克委员会荣誉委员                                                     | 曾任国际奥林匹克委员会副主席、国家体育总局副局长 北京2022年冬奥会和冬残奥会组织委员会副主席 |
| 李玲蔚   | 国际奥林匹克委员会委员，中国奥林匹克学院院长                                   | 羽毛球世界冠军                                                                              |
| 秘书长   |                                                                                |                                                                                             |
| 吴 坚    | 国家体育总局对外联络司副司长                                                   |                                                                                             |
| 副秘书长 |                                                                                |                                                                                             |
| 李 辉    | 国家体育总局办公厅主任                                                         |                                                                                             |
| 褚 波    | 国家体育总局政策法规司司长                                                     |                                                                                             |
| 丁 东    | 国家体育总局群众体育司司长，中国滑雪协会主席                                   |                                                                                             |
| 徐翔鸿   | 国家体育总局办公厅主任，中华全国体育总会秘书长                                 |                                                                                             |
| 张 新    | 国家体育总局竞技体育司司长                                                     |                                                                                             |
| 杨雪鸫   | 国家体育总局体育经济司司长                                                     |                                                                                             |
| 陈志宇   | 国家体育总局科教司司长                                                         |                                                                                             |
| 高 超    | 国家体育总局宣传司司长                                                         |                                                                                             |
| 陈杏年   | 国家体育总局党组巡视工作领导小组成员、党组巡视办主任、直属机关纪委书记         |                                                                                             |
| 姜兴华   | 国家体育总局离退休干部局局长                                                   |                                                                                             |
| 宋雪莹   | 国家体育总局对外联络司副司长                                                   |                                                                                             |
| 沈 洁    | 国家体育总局对外联络司副司长                                                   |                                                                                             |
| 于建勇   | 国家体育总局装备中心主任，中国门球协会主席                                     |                                                                                             |
| 执行委员 |                                                                                |                                                                                             |
| 张 虹    | 国际奥委会委员                                                                 | 速度滑冰奥运冠军                                                                            |
| 周继红   | 国际泳联副主席                                                                 | 跳水奥运冠军                                                                                |
| 王 涛    | 国家体育总局手曲棒垒球运动管理中心主任，中国手球协会主席，亚洲手球联合会副主席 |                                                                                             |
| 赖亚文   | 国家体育总局排球运动管理中心主任                                               |                                                                                             |
| 张小冬   | 国家体育总局水上运动管理中心副主任                                             | 帆板世界冠军                                                                                |
| 李 琰    | 中国滑冰协会主席，中国速度滑冰队总教练                                         | 短道速滑奥运冠军                                                                            |
| 申 雪    | 中国花样滑冰协会主席                                                           | 花样滑冰奥运冠军                                                                            |
| 丁 宁    | 北京大学团委副书记（兼），亚奥理事会运动员委员会主席                           | 乒乓球奥运冠军                                                                              |
| 巩立姣   |                                                                                | 铅球奥运冠军                                                                                |
| 徐梦桃   |                                                                                | 自由式滑雪奥运冠军                                                                          |
| 郑 薇    |                                                                                | 曾任中国国家女子篮球队主教练                                                                |
| 委员     |                                                                                |                                                                                             |
| 李全海   | 世界帆船联合会主席                                                             |                                                                                             |
| 宋鲁增   | 亚洲奥林匹克理事会常务委员会委员                                               |                                                                                             |
| 王 磊    | 国家体育总局冬季运动管理中心主任，中国滑冰协会主席                             |                                                                                             |
| 梁 纯    | 国家体育总局射击射箭运动管理中心主任，中国射击协会、中国射箭协会主席           |                                                                                             |
| 孙为民   | 国家体育总局自行车击剑运动管理中心主任，中国自行车运动协会副主席兼秘书长       |                                                                                             |
| 佟立新   | 国家体育总局水上运动管理中心主任，中国帆船帆板运动协会主席                     |                                                                                             |
| 刘成亮   | 国家体育总局举重摔跤柔道运动管理中心主任，中国摔跤协会、中国举重协会主席       |                                                                                             |
| 张 智    | 国家体育总局拳击跆拳道运动管理中心主任，中国跆拳道协会主席                     |                                                                                             |
| 孙远富   | 国家体育总局田径运动管理中心主任，中国田径协会副主席                           |                                                                                             |
| 白喜林   | 国家体育总局网球运动管理中心主任，中国网球协会副主席兼秘书长                   |                                                                                             |
| 姜世才   | 国家体育总局小球运动管理中心主任，中国台球协会主席                             |                                                                                             |
| 张建华   | 国家体育总局财务管理和审计中心主任，中华全国体育基金会副理事长                 |                                                                                             |
| 张玉萍   | 国家体育总局武术运动管理中心主任，国际武术联合会秘书长                         |                                                                                             |
| 韩建国   | 中国登山协会副主席                                                             |                                                                                             |
| 刘君柱   | 国家体育总局社会体育指导中心主任，中国龙舟协会主席                             |                                                                                             |
| 杨新利   | 国家体育总局训练局局长                                                         |                                                                                             |
| 曹景伟   | 国家体育总局体育科学研究所所长                                                 |                                                                                             |
| 张 霞    | 首都体育学院校长                                                               |                                                                                             |
| 李志全   | 国家体育总局反兴奋剂中心主任                                                   |                                                                                             |
| 张 剑    | 北京体育大学校长，中国奥林匹克学院常务副院长                                   |                                                                                             |
| 黄 金    | 国家体育总局体育文化发展中心主任，中国体育博物馆馆长                           |                                                                                             |
| 李业武   | 国家体育总局体育信息中心主任                                                   |                                                                                             |
| 魏代顺   | 国家体育总局对外体育交流中心主任                                               |                                                                                             |
| 宋 凯    | 中国足球协会主席                                                               |                                                                                             |
| 郭振明   | 国家体育总局篮球中心中国篮球协会联合党委书记、中国篮球协会主席                 |                                                                                             |
| 王 玄    | 中国冰球协会主席                                                               |                                                                                             |
| 王海滨   | 中国击剑协会主席，中国男子花剑队主教练                                         | 前击剑运动员                                                                                |
| 季道明   |                                                                                | 曾任国家体育总局自行车击剑运动管理中心副主任                                                |
| 陈立人   | 国家体育总局拳击跆拳道运动管理中心副主任                                       |                                                                                             |
| 管健民   | 中国国家跆拳道队、中国国家空手道队主教练                                       | 前散打运动员                                                                                |
| 陈 旭    | 中国棒球协会会长                                                               |                                                                                             |
| 贺凤翔   | 国家体育总局棋牌运动管理中心主任，中国高尔夫球协会主席                         |                                                                                             |
| 陈应表   | 中国橄榄球协会主席                                                             |                                                                                             |
| 刘国梁   | 国际乒乓球联合会副主席、世界乒乓球职业大联盟理事会主席                         | 中国国家乒乓球队原总教练，乒乓球奥运冠军                                                    |
| 张 军    | 中国羽毛球协会主席，中国国家羽毛球队双打组主教练                               | 羽毛球奥运冠军                                                                              |
| 于庆丰   | 北京市体育局党组书记、局长                                                     |                                                                                             |
| 薛 辉    | 天津市体育局党组书记、局长                                                     |                                                                                             |
| 王 彪    | 河北省体育局党组书记、局长                                                     |                                                                                             |
| 赵雁峰   | 山西省体育局党组书记、局长                                                     |                                                                                             |
| 杜伯军   | 内蒙古自治区体育局党组书记、局长                                               |                                                                                             |
| 宋海友   | 吉林省体育总会主席                                                             |                                                                                             |
| 王永石   | 黑龙江省体育局党组书记                                                         |                                                                                             |
| 徐 彬    | 上海市体育局党组书记、局长                                                     |                                                                                             |
| 陈少军   | 江苏省体育局党组书记、局长                                                     |                                                                                             |
| 金 志    | 浙江省体育局党组书记、局长                                                     |                                                                                             |
| 李 军    | 安徽省体育局党组书记、局长                                                     |                                                                                             |
| 叶得盛   | 福建省体育局党组书记、局长                                                     |                                                                                             |
| 李小平   | 江西省体育局党组书记、局长                                                     |                                                                                             |
| 乔云萍   | 山东省体育局党组书记、局长                                                     |                                                                                             |
| 马宇峰   | 河南省体育局党组书记、局长                                                     |                                                                                             |
| 水 兵    | 湖北省体育局党组书记、局长                                                     |                                                                                             |
| 罗双全   | 湖南省体育局局长                                                               |                                                                                             |
| 崔 剑    | 广东省体育局党组书记、局长                                                     |                                                                                             |
| 谭向光   | 广西壮族自治区体育局党组书记、局长                                             |                                                                                             |
| 陈铁军   | 海南省旅游和文化广电体育厅党组书记、厅长                                       |                                                                                             |
| 袁光灿   | 重庆市体育局党组书记、局长                                                     |                                                                                             |
| 朱 明    | 四川省体育局副局长                                                             |                                                                                             |
| 吴 涛    | 贵州省体育总会主席                                                             |                                                                                             |
| 杨中华   | 云南省体育局党组书记、局长                                                     |                                                                                             |
| 尤 磊    | 陕西省体育局党组书记、局长                                                     |                                                                                             |
| 王向晨   | 甘肃省体育局党组书记、局长                                                     |                                                                                             |
| 王 霞    | 青海省体育局党组书记、局长                                                     |                                                                                             |
| 杨 文    | 宁夏回族自治区体育局党组书记、局长                                             |                                                                                             |
| 阿尔特   | 新疆维吾尔自治区体育局党组副书记、局长                                         |                                                                                             |
| 王子彬   | 新疆生产建设兵团文化体育广电和旅游局党组书记、局长                             |                                                                                             |
| 姚 明    | 亚洲篮球联合会主席                                                             | 前篮球运动员                                                                                |
| 钟天使   | 共青团上海市委副书记（兼职）                                                   | 自行车奥运冠军                                                                              |
| 吕 扬    |                                                                                | 赛艇奥运冠军                                                                                |
| 孙一文   |                                                                                | 击剑奥运冠军                                                                                |
| 武大靖   | 吉林大学体育学院教授，中国短道速滑队运动员                                     | 短道速滑奥运冠军                                                                            |
| 邹敬园   |                                                                                | 竞技体操奥运冠军                                                                            |
| 赵 帅    |                                                                                | 跆拳道奥运冠军                                                                              |
| 施廷懋   | 中国国家跳水队助理教练                                                         | 跳水奥运冠军                                                                                |
| 高亭宇   |                                                                                | 速度滑冰奥运冠军                                                                            |
| 叶诗文   |                                                                                | 游泳奥运冠军                                                                                |
| 杨 凌    |                                                                                | 射击奥运冠军                                                                                |
| 隋文静   |                                                                                | 花样滑冰奥运冠军                                                                            |
| 李发彬   |                                                                                | 举重奥运冠军                                                                                |
| 李盈莹   |                                                                                | 排球运动员                                                                                  |
| 陈雨菲   |                                                                                | 羽毛球奥运冠军                                                                              |
| 邹新娴   | 北京体育大学管理学院教授                                                       |                                                                                             |
| 刘 波    | 清华大学体育部主任、校工会副主席                                               |                                                                                             |
| 李清正   | 国家体育总局体育科学研究所体能训练研究中心副主任                               |                                                                                             |
| 李 雄    |                                                                                | 兰州市体育运动学校原校长                                                                    |
| 许基仁   | 中国足球协会副主席                                                             |                                                                                             |
| 丁世忠   | 安踏集团董事局主席兼首席执行官                                                 |                                                                                             |
| 李 宁    | 李宁集团执行主席、联席行政总裁兼执行董事                                       | 体操奥运冠军                                                                                |

## 规章制度
《中国奥林匹克委员会章程》中规定“中国奥委会是以发展体育和推动奥林匹克运动为任务的全国群众性、非营利性体育组织，代表中国参与国际奥林匹克事务。在与国际奥委会和亚洲奥林匹克理事会及各国家地区奥委会的关系中，唯有中国奥委会有权代表全中国的奥林匹克运动。”中国奥委会的宗旨是，“遵守宪法、法律、法规和国家政策，遵守社会道德风尚；在中国领土上宣传和发展奥林匹克运动。”

### 引用
1. ↑  .   [2012-03-19]. （原始内容存档于2012-05-22）.，中国奥委会官方网站，2012.3.19查阅
2. ↑  新商用徽记理念介绍 （页面存档备份，存于），中国奥委会官方网站，2009.6.30查阅
3. ↑  侯健美，1952年　新中国初征奥运，文摘报，2008年8月10日。原载北京日报2008年7月29日[]
4. ↑  . 中国奥委会.   [2025-2-10]. （原始内容存档于2025-01-12）.
5. ↑  第29届奥林匹克运动会组织委员会 (编), ,  2nd, 北京: 法律出版社, 2008年4月, ISBN 978-7-5036-7697-0